# Departamento General Alvear (Mendoza)
Das Departamento General Alvear liegt im Südosten der Provinz Mendoza im Westen Argentiniens und ist eine von 18 Verwaltungseinheiten der Provinz.
Es grenzt im Norden und Westen an das Departamento San Rafael, im Osten an die Provinz San Luis und im Süden an die Provinz La Pampa. 
Die Hauptstadt des Departamento General Alvear ist das gleichnamige General Alvear. Sie liegt 900 km von Buenos Aires entfernt.
Das Departamento liegt an der Kreuzung der Ruta Nacional 188 und Ruta Nacional 143, was als strategisch günstige Lage für das Erreichen unterschiedlicher Landesteile Argentiniens und der Mercosur-Länder, insbesondere Brasiliens, angesehen wird.

## Klima
Im Departamento herrscht ein mildes, halbwüstenartiges Klima vor. Die mittlere Jahrestemperatur ist 16,8 °C. Die jährlichen Niederschläge betragen durchschnittlich 329 mm. Die mittlere Windgeschwindigkeit erreicht 11 km/h und die durchschnittliche Anzahl der Tage mit klarem Himmel beträgt 166.

## Distrikte
Das Departamento General Alvear ist in folgende Distrikte aufgeteilt:
- Alvear Oeste
- Bowen
- General Alvear
- San Pedro del Atuel

Weitere Siedlungen sind:
- Canalejas
- Carmensa
- Cochicó
- Corral de Lorca
- El Ceibo
- El Juncalito
- La Escandinava
- La Mora
- Línea de Poste
- Los Compartos
- Ovejería
- Poste de Hierro

## Geschichte
Departamento und Hauptstadt wurden nach dem General Carlos María de Alvear (1789–1852), einem der Helden des Unabhängigkeitskrieges gegen Spanien benannt.
- 1879 Das Land, das heute das Departamento bildet, wird im zweiten Wüstenfeldzug erobert.

- 1884 Die Ländereien werden von Diego de Alvear, dem Sohn des Generals Carlos María de Alvear erworben.

- 12. August 1912 Das Departamento General Alvear wird offiziell gegründet und die Eisenbahnlinie Ferrocarril Sarmiento erreicht die Hauptstadt General Alvear.

## Wirtschaft
Die traditionelle wirtschaftliche Aktivität ist die Landwirtschaft. In den letzten Jahren wurde ein großer Stellenwert auf die Entwicklung der Rinderzucht gelegt. Die Erfolge in beiden Bereichen gründen sich auf der Bewässerung von 30.000 ha durch den Río Atuel. 

## Erziehung
Die seit über 50 Jahren bestehende Escuela de Agricultura (Landwirtschaftliche Schule), die Teil der Universidad Nacional de Cuyo ist, verhilft der Region zu landwirtschaftlichen Fachkräften, vor allem im Weinbau. 

## Feste
Die Fiesta de la Ganadería ist das alljährlich stattfindende Fest der Viehzucht, das gleichzeitig als Rinderschau und Verkaufsmesse dient.